# Samsung QM5
Der Samsung QM5 ist ein Sports Utility Vehicle des südkoreanischen Automobilherstellers Renault Samsung Motors. Dieser wurde im Dezember 2006 aufgelegt und seither ausschließlich in Südkorea angeboten. Nach dessen dortigen Erfolg innerhalb der ersten Monate drängte Renault, das größter Anteilseigner der Renault Samsung Motors ist, dieses Modell auch auf anderen Märkten unter dem Renault-Label und mit eigenen Charakterzügen anzubieten. Nach fast zwei Jahren ständiger Anpassungen und Änderungen brachte Renault das Modell unter dem Namen Renault Koleos in Europa und Afrika auf den Markt. Samsung hingegen hegt auch Pläne, den QM5 in Europa als direkten Konkurrenten des Koleos rangieren zu lassen. Doch wurde dieses Vorhaben bislang immer wieder von Renault unterbunden. Laut Emdunds.com soll der QM5 dafür in Nordamerika angeboten werden.
Nach Vorlage des vom Nissan geplanten Dualis (auch bekannt als Rogue oder Qashqai) sollte in Südkorea ein eigenständiges Modell unter dem RSM-Label (RSM = Renault Samsung Motors) auf dem Markt angeboten werden. Mit dieser Aufgabe und der Vorlage des Dualis wurden die technischen Eigenschaften beibehalten und nur das Design und der Motorraum für das neue Modell abgeändert. Im Dezember 2006 war es dann soweit und das Schwestermodell des Dualis konnte nun in einer dreimonatigen Testphase vom Band rollen. Zunächst wurde ein möglicher Erfolg des QM5 von der Samsung-Konzernleitung angezweifelt. Doch bereits in den ersten Monaten bekam das Werk mehr Bestellungen herein, als es die maximale Auslastung ermöglichte. So zog sich die Auslieferungszeit nach drei Monaten bereits auf bis zu einem ganzen Jahr hinaus. Mit diesem Erfolg verlangte Renault nun die Einführung des Modells nach Europa, jedoch unter Renault-Label und leicht abgeändertem Design. Dies widersprach aber der von Samsung bereits abgeschlossenen Planung, den QM5 (QMX = quantum mix) unter dem Markennamen Samsung auch nach Europa zu exportieren. Nach heftigen Diskussionen und Verhandlungen räumte die Werksleitung ihre Niederlage ein und ließ eine weitere Produktionsstraße für das Renault-Modell einrichten. Parallel hierzu präsentierte RSM im Abstand mehrerer Monate verschiedene Konzeptfahrzeuge und Studien, aus welchen die Leitung des Renault-Konzerns nun das passendste für die Produktion freigab. Nach allen notwendigen Arbeiten rollten im Dezember 2007 die ersten Renault-Versionen unter dem Namen Renault Koleos vom Band.

## Technische Daten
| Modell         | Zylinder/ Ventile | Hubraum  | Länge   | kW (PS)   | Höchstgeschwindigkeit | Einführungspreis |
| -------------- | ----------------- | -------- | ------- | --------- | --------------------- | ---------------- |
| QM5 SE         | Reihe 5/14        | 1995 cm³ | 4520 mm | 110 (150) | unbekannt             | ￦ 23.600.000    |
| QM5 SE Plus    | Reihe 5/14        | 1995 cm³ | 4520 mm | 110 (150) | unbekannt             | ￦ 22,950,000    |
| QM5 LE         | Reihe 5/14        | 1995 cm³ | 4520 mm | 110 (150) | unbekannt             | ￦ 25,800,000    |
| QM5 LE Plus    | Reihe 5/14        | 1995 cm³ | 4520 mm | 110 (150) | unbekannt             | ￦ 26.350.000    |
| QM5 LE Premium | Reihe 5/14        | 1995 cm³ | 4520 mm | 110 (150) | unbekannt             | ￦ 27.200.000    |
| QM5 RE         | Reihe 5/14        | 1995 cm³ | 4520 mm | 110 (150) | unbekannt             | ￦ 28.400.000    |
| QM5 RE Plus    | Reihe 5/14        | 1995 cm³ | 4520 mm | 110 (150) | unbekannt             | ￦ 29.900.000    |